# 城下保育園
城下保育園（しろしたほいくえん）は、青森県八戸市城下四丁目にある私立の幼保連携型認定こども園。

## 定員
- 135名　（保育所120名、幼稚園15名）

## 保育時間
- 通常保育：7:00〜19:00（土曜日は7:00〜18:00）
- 延長保育：18:00〜19:00

## 実施事業
- 一時預かり
- 延長保育
- 放課後児童クラブ

## 保育目標
- 健康な体
- 愛情豊かに
- 感動する心
- 知性あふれる心
- 冒険心いっぱい